# Apofisitis
L'apofisitis és una inflamació d'una tuberositat òssia. Afecta principalment nens en creixement, amb un ús excessiu de l'apòfisi afectada. Alguns exemples inclouen:
- Malaltia d'Osgood-Schlatter (apofisitis de la tuberositat tibial)[1]
- Malaltia de Sever (apofisitis de la part posterior del taló)[2][3]
- Síndrome de Sinding-Larsen i Johansson (apofisitis del pol inferior de la ròtula)[4]